# Catedral de San Francisco Javier (Wollongong)
La Catedral de San Francisco Javier (en inglés: St Francis Xavier's Cathedral) se encuentra en Nueva Gales del Sur, Australia, es la sede del obispo católico de la diócesis de Wollongong, en la actualidad el Reverendísimo Peter Ingham.
La catedral es la iglesia más antigua de cualquier denominación en la región de Illawarra. 
En 1836 una capilla de madera con capacidad para 250 personas fue construida para los católicos de Wollongong. La primera escuela católica fue inaugurada en 1838. El sacerdote pionero Padre John Rigney decidió construir una iglesia permanente más grande en 1839.
La iglesia de San Francisco Javier es un edificio de piedra de estilo gótico, ricamente ornamentado y lo suficientemente grande como para contener a 1.500 personas. Su costo estimado fue de 2.000 libras . 
La primera adición se inauguró el 6 de mayo de 1906. La nave se alargó en 7,6m , el techo de tejas original fue sustituido. Se añadieron dos galerías, una en cada lado del santuario. En 1933 se hizo mucho daño al interior de la iglesia cuando se amplió. En 1951 la iglesia de San Francisco Javier fue designada como la Catedral de la nueva diócesis de Wollongong. Otras ampliaciones se hicieron en 1960, 1970 y en 1985.